# ليو تيان هوا
ليو تيان هوا هو ملحن ويعتبر عالما وباحثا في الموسيقى القومية الصينية. ولد عام 1895 في أسرة عادية مثقفة في محافظة جيانغ ين في مقاطعة جيانغ سو جنوب الصين. و عندما كان طالبا في المرحلة المتوسطة، بدأ يدرب على آلات موسيقية نحاسية غربية في وقت الفراغ. وفي عام 1912 ، شارك في جوقة موسيقية مهنية في شانغهاى، ودرس فيها المعارف الموسيقية والبيانو والكمان وآلات نفخية نحاسية. وفي عام 1914، عاد إلى موطنه، وعمل مدرسا للموسيقى في مدرسة متوسطة. رحل ليو تيان هوا في ال8 من يونيو عام 1932، وهو في ال38 من عمره.

## روابط خارجية
- ليو تيان هوا على موقع ميوزك برينز (الإنجليزية)